# Ponte Almirante Sarmento Rodrigues

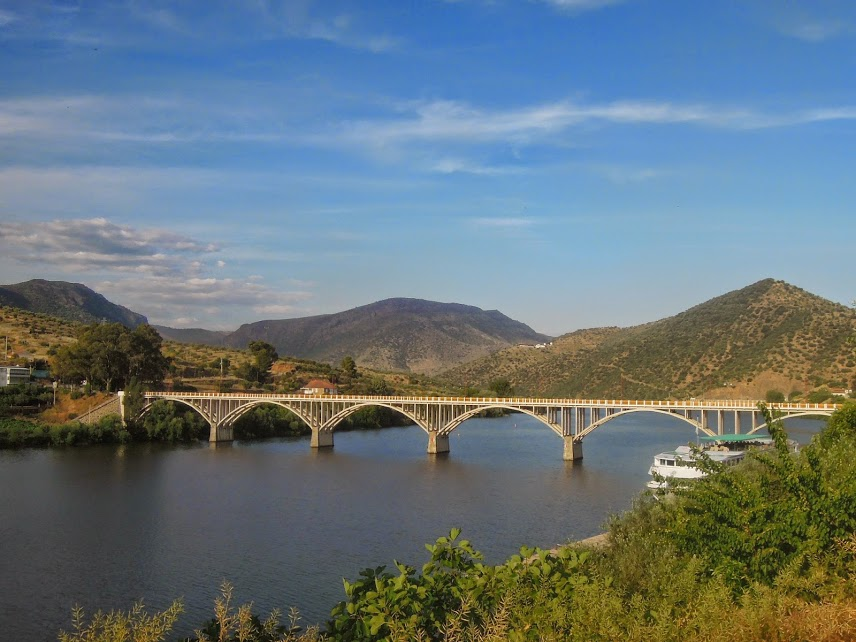
Ponte Almirante Sarmento Rodrigues

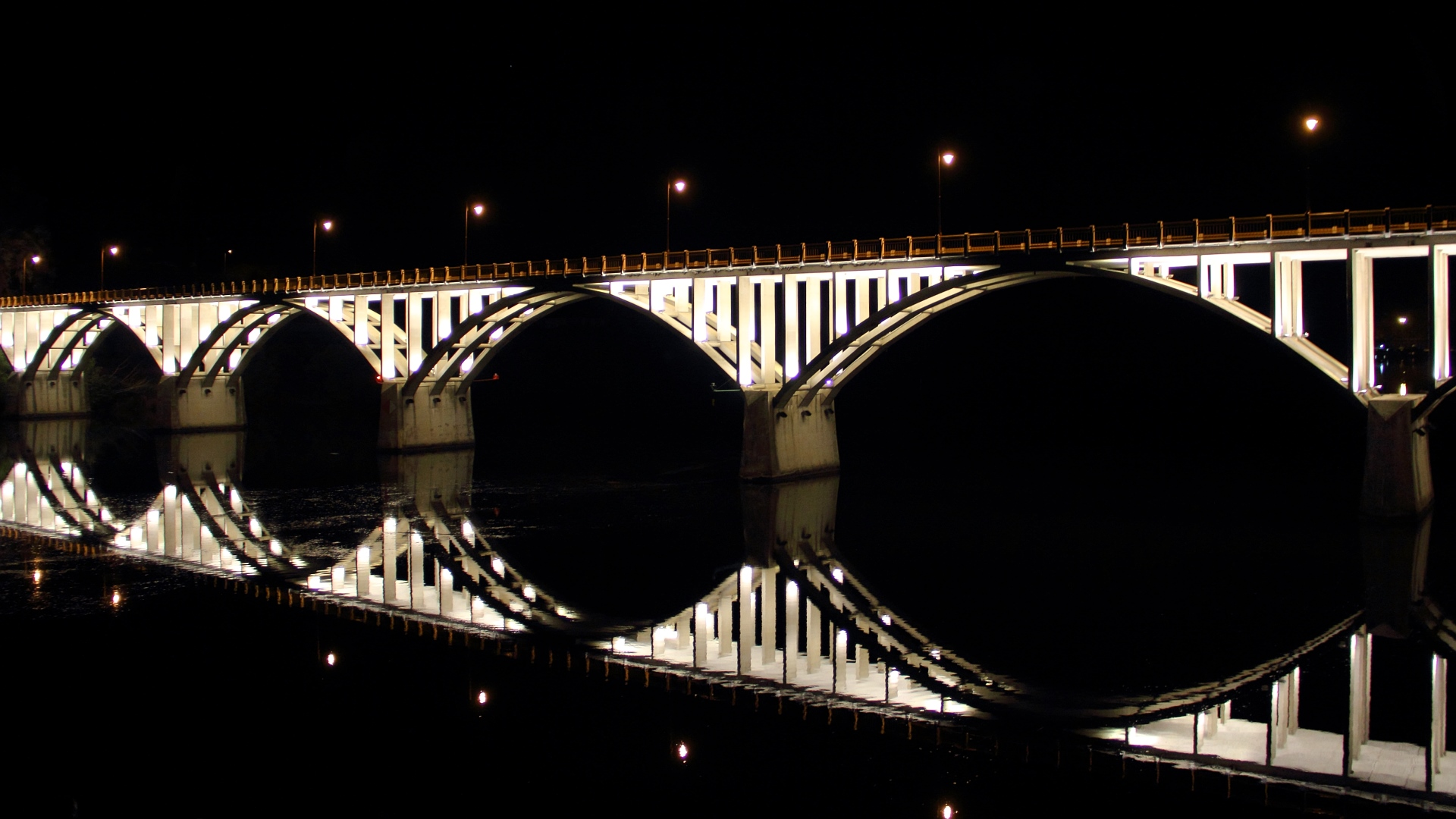
Ponte Almirante Sarmento Rodrigues bei Nacht

Die Ponte Almirante Sarmento Rodrigues (zu Deutsch „Brücke Admiral Sarmento Rodrigues“), gelegentlich auch Ponte Rodoviária de Barca d’Alva („Straßenbrücke von Barca d’Alva“) ist eine Bogenbrücke im Ort Barca d’Alva der portugiesischen Gemeinde Escalhão im Distrikt Guarda, sie überspannt den Fluss Douro. Über die Brücke führt die Nationalstraße 221.

## Entstehung und Kurzbeschreibung
Der portugiesische Ingenieur Edgar Cardoso entwarf die Brücke mit sechs Bögen im Jahr 1955. Erst zwölf Jahre später, 1967, war sie fertig und konnte eröffnet werden. Die nächsten Douro-Überführungen befinden sich in Pocinho (30 km westwärts) und bei der Talsperre Bemposta (50 ostwärts). Benannt ist die Brücke nach dem portugiesischen Admiral Manuel Sarmento Rodrigues, ehemaliger Minister für Kolonien unter Salazar sowie Gouverneur von Portugiesisch-Guinea (1945–49) und Mosambik (1961–64).